# هنکاک (مینه‌سوتا)
هنکاک، مینه‌سوتا (به انگلیسی: Hancock, Minnesota) یک شهر در ایالات متحده آمریکا است که در Stevens County واقع شده‌است.

## خصوصیات
هنکاک ۲٫۵۶ کیلومترمربع مساحت و ۷۶۵ نفر جمعیت دارد و ۳۵۲ متر بالاتر از سطح دریا واقع شده‌است.